# Рид, Кэти
Кэти Рид (англ. Cathy Reed, яп. キャシー・リード; род. 5 июня 1987, Каламазу, Мичиган) — японская фигуристка, выступавшая в танцах на льду со своим братом Крисом Ридом. Они — семикратные чемпионы Японии (2008—2011, 2013—2015), серебряные призёры Азиатских игр (2011), победители командного чемпионата мира (2012) и участники двух Олимпиад (2010, 2014).
По состоянию на ноябрь 2013 года Кэти и Крис Рид занимали семнадцатое место в рейтинге Международного союза конькобежцев.

## Личная жизнь
Кэти Рид родилась, выросла и живёт сейчас[когда?] в США. Её отец американец, а мать — японка. Кроме брата Криса, с которым Кэти выступает в танцах на льду за Японию, у неё есть ещё младшая сестра Эллисон Рид, выступала в танцах на льду с Отаром Джапаридзе за Грузию, а позже с Василием Роговым некоторое время представляла Израиль. Затем она стала выступать за Литву с Саулюсом Амбрулявичюсом.

## Карьера
Кэти начала кататься на коньках в 1994 году. Танцевальный дуэт с братом они составили в 2001 году. В 2006, они выиграли чемпионат США в категории «новички» (англ. Novice).
Обычно за победами в категории «новички» следуют выступления на международных соревнованиях, таких как юниорская серия Гран-при, но Кэти (которая на два года старше брата) не могла уже считаться юниоркой по правилам Международного союза конькобежцев — ей уже исполнилось 19 лет, а во взрослую сборную США, где очень высока конкуренция, они пробиться не смогли. Когда им поступило предложение японской федерации конькобежного спорта выступать за родину матери, дуэт согласился.
Начиная с сезона 2006—2007, пара представляет на международной арене Японию. Причём соревноваться они начали сразу во «взрослой» возрастной группе, пропустив юниорский уровень. Их дебют на серьёзном мировом уровне пришёлся на континентальный чемпионат.
В сезоне 2007—2008 Риды приняли участие в серии Гран-при, а также получили своё первое золото национального турнира (кроме них, других танцевальных дуэтов на чемпионате представлено не было). Кроме того, Риды в этом сезоне дебютировали на чемпионате мира, где заняли 16-е место.
В сезоне 2008—2009 подтвердили свой титул чемпионов страны, но на этот раз с ними соперничали два дуэта, а на чемпионате мира, так же как в прошлом году, заняли 16-е место. Как лучшие по рейтингу сезона японские танцоры были включены в команду страны на первый в истории командный чемпионат мира, где стали 5-ми, принеся в копилку команды 8 баллов.
В конце 2013 года на турнире в Германии пара боролась за право выступать на Фигурное катание на зимних Олимпийских играх 2014 — танцы на льду. В сложнейшей борьбе они сумели пробиться на главные соревнования четырёхлетия.
Однако на Олимпийских играх они выступили неудачно, не вошли в произвольную программу. Не задался у них и послеолимпийский сезон и Кэти приняла решение завершить карьеру фигуристки.
По окончании соревновательной карьеры начала работать хореографом и тренером. Среди её учеников одиночница Рика Кихира.

## Результаты
| Результаты выступлений в паре с Крисом Ридом |       |       |       |       |       |       |       |       |       |       |
| Соревнования                                 | 05/06 | 06/07 | 07/08 | 08/09 | 09/10 | 10/11 | 11/12 | 12/13 | 13/14 | 14/15 |
| Международные                                |       |       |       |       |       |       |       |       |       |       |
| Олимпиада — танцы                            |       |       |       |       | 17    |       |       |       | 21    |       |
| Олимпиада — команда                          |       |       |       |       |       |       |       |       | 5     |       |
| Чемпионат мира                               |       |       | 16    | 16    | 15    | 13    | 24    | 20    | 18    | 22    |
| Четыре континента                            |       | 7     | 7     |       |       |       |       | 7     |       |       |
| Гран-при Японии                              |       |       | 8     | 8     | 7     | 7     | 7     | 5     | 6     | 6     |
| Гран-при США                                 |       |       | 9     |       |       | 7     |       |       | 5     |       |
| Nebelhorn Trophy                             |       |       |       |       |       |       | 4     |       | 7     |       |
| Золотой конёк                                |       | 4     |       |       | 5     |       |       | 9     |       |       |
| World Team Trophy                            |       |       |       | 3     |       |       | 1     | 3     |       | 3     |
| Азиатские игры                               |       |       |       |       |       | 2     |       |       |       |       |
| Toruń Cup                                    |       |       |       |       |       |       |       | 2     |       | 4     |
| NRW Trophy                                   |       |       |       |       |       |       |       | 2     |       |       |
| Национальные                                 |       |       |       |       |       |       |       |       |       |       |
| Чемпионат Японии                             |       | 2     | 1     | 1     | 1     | 1     |       | 1     | 1     | 1     |
| Чемпионат США (новички)                      | 1     |       |       |       |       |       |       |       |       |       |